# Club Sportif Chênois 2022-2023
Questa voce raccoglie le informazioni riguardanti il Club Sportif Chênois nelle competizioni ufficiali della stagione 2022-2023.

## Stagione
Nella stagione 2022-2023 il Chênois, allenato da David Joye, concluse il campionato di Prima Lega al 7º posto. In Coppa Svizzera il Chênois fu eliminato al primo turno dal Sion.

## Rosa
| N. |                       | Ruolo | Calciatore          |
| -- | --------------------- | ----- | ------------------- |
| 1  | Svizzera (bandiera)   | P     | Hassan Taleb        |
| 2  | Svizzera (bandiera)   | D     | Lucas Monteiro      |
| 3  | Camerun (bandiera)    | D     | Pierre Bile         |
| 4  | Italia (bandiera)     | D     | Maurizio Palermo    |
| 5  | Svizzera (bandiera)   | D     | Sven Cotting        |
| 6  | Francia (bandiera)    | C     | Bryan Mukenge       |
| 7  | Francia (bandiera)    | C     | Alexy Martins       |
| 8  | Svizzera (bandiera)   | D     | Henda Antonio       |
| 9  | Svizzera (bandiera)   | A     | Mikael Barriviera   |
| 10 | Svizzera (bandiera)   | C     | Hajdar Munishi      |
| 11 | Svizzera (bandiera)   | A     | Noé Messin          |
| 12 | Svizzera (bandiera)   | A     | Yoram Teicher       |
| 13 | Svizzera (bandiera)   | P     | Elias Babel         |
| 14 | Svizzera (bandiera)   | D     | Paul Herman         |
| 15 | Francia (bandiera)    | C     | Rafik Khelil        |
| 16 | Madagascar (bandiera) | A     | Rinjala Raherinaivo |
| 17 | Svizzera (bandiera)   | C     | Betim Bilalli       |

| N. |                       | Ruolo | Calciatore              |
| -- | --------------------- | ----- | ----------------------- |
| 18 | Svizzera (bandiera)   | C     | Loan Rragamaj           |
| 19 | Francia (bandiera)    | D     | Erwan Laverne           |
| 19 | Francia (bandiera)    | D     | Yrles Teoro-Kurzawa     |
| 20 | Portogallo (bandiera) | D     | Tiago Vilaranda         |
| 21 | Portogallo (bandiera) | D     | Ferreira da Cunha       |
| 22 | Francia (bandiera)    | C     | Matisse Boyer           |
| 22 | Italia (bandiera)     | C     | Kapinga Ntongo          |
| 24 | Svizzera (bandiera)   | C     | Matteo Zignani          |
| 25 | Svizzera (bandiera)   | C     | Sébastien Lachenal      |
|    | Svizzera (bandiera)   | P     | Blendin Abazi           |
|    | Libano (bandiera)     | P     | Rami Mjalli             |
|    | Svizzera (bandiera)   | C     | Qlirim Bilalli          |
|    | Svizzera (bandiera)   | C     | Tiago Ensina            |
|    | Francia (bandiera)    | A     | Nexhat Celiku           |
|    | Svizzera (bandiera)   | A     | Joël Lopes              |
|    | Svizzera (bandiera)   | A     | Ingo Pinto da Conceição |

## Organigramma societario
Area tecnica
- Allenatore: David Joye
- Allenatore in seconda:
- Preparatore dei portieri:
- Preparatori atletici:

## Calciomercato

### Sessione estiva
| Acquisti | Acquisti          | Acquisti       | Acquisti |
| R.       | Nome              | da             | Modalità |
| -------- | ----------------- | -------------- | -------- |
| D        | Sven Cotting      | Servette U-21  |          |
| C        | Alexy Martins     | FC Eloyes      |          |
| A        | Mikael Barriviera | Servette U-21  |          |
| A        | Noé Messin        | Signal Bernex  |          |
| D        | Lucas Monteiro    | Stade Nyonnais |          |

| Cessioni | Cessioni             | Cessioni        | Cessioni |
| R.       | Nome                 | a               | Modalità |
| -------- | -------------------- | --------------- | -------- |
| D        | Fabrice Guzel        | Plan-les-Ouates |          |
| D        | Shadi Tamba          | Meyrin II       |          |
| D        | Guilherme Teixeira   | Perly-Certoux   |          |
| C        | Yannis Kali          | Signal Bernex   |          |
| A        | Zakaria Bengueddoudj | Annecy          |          |
| P        | João Castanheira     | Savièse         |          |
| A        | Isaac Ibongo         | Lancy           |          |
| A        | Jocelyn Mboso        | Lancy           |          |
| A        | Joeffrey Tshikomb    | Lancy           |          |

### Sessione invernale
| Acquisti | Acquisti            | Acquisti       | Acquisti |
| R.       | Nome                | da             | Modalità |
| -------- | ------------------- | -------------- | -------- |
| D        | Paul Herman         | Veyrier-Sports |          |
| A        | Rinjala Raherinaivo | Fosa Juniors   |          |

| Cessioni | Cessioni | Cessioni | Cessioni |
| R.       | Nome     | a        | Modalità |
| -------- | -------- | -------- | -------- |

## Risultati

### Prima Lega 2022-2023

#### andata
| Trois-Chenes 6 agosto 2022, ore 18:00 CEST 1ª giornata | Chênois   | 1 – 0 referto | Naters | Stade des Trois-Chêne (234 spett.) |
| \| \| \| \| \| Messin 37’ \| Marcatori \| \|           |           |               |        |                                    |
|                                                        |           |               |        |                                    |
| Messin 37’                                             | Marcatori |               |        |                                    |

| Arbitro: | Duc |

|                                                  |           |                        |
| Ndilu 14’ Camara 34’ Annor-Mensah 44’ Chaïbi 74’ | Marcatori | 16’ Messin 35’ Munishi |

| Trois-Chenes 31 agosto 2022, ore 20:15 CEST 3ª giornata    | Chênois   | 1 – 1 referto | Echallens | Stade des Trois-Chêne (214 spett.) |
| \| \| \| \| \| Munishi 50’ \| Marcatori \| 74’ Chavanne \| |           |               |           |                                    |
|                                                            |           |               |           |                                    |
| Munishi 50’                                                | Marcatori | 74’ Chavanne  |           |                                    |

| Delley-Portalban 27 agosto 2022, ore 17:30 CEST 4ª giornata                                                    | Portalban/Gletterens | 3 – 4 referto                            | Chênois | Centre Sportif Les Grèves (220 spett.) |
| \| \| \| \| \| Diarra 55’ Mehmetaj 83’ Delgado 90’ \| Marcatori \| 16’ Monteiro 33’, 61’ Messin 66’ Munishi \| |                      |                                          |         |                                        |
| |                      |                                          |         |                                        |
| Diarra 55’ Mehmetaj 83’ Delgado 90’                                                                            | Marcatori            | 16’ Monteiro 33’, 61’ Messin 66’ Munishi |         |                                        |

| Trois-Chenes 3 settembre 2022, ore 17:30 CEST 5ª giornata                       | Chênois   | 4 – 0 referto | Martigny | Stade des Trois-Chêne (242 spett.) |
| \| \| \| \| \| Messin 12’, 26’ Teoro-Kurzawa 58’ Munishi 76’ \| Marcatori \| \| |           |               |          |                                    |
|                                                                                 |           |               |          |                                    |
| Messin 12’, 26’ Teoro-Kurzawa 58’ Munishi 76’                                   | Marcatori |               |          |                                    |

| La Chaux-de-Fonds 10 settembre 2022, ore 16:30 CEST 6ª giornata        | La Chaux-de-Fonds | 4 – 0 referto | Chênois | Stadio di la Charrière |
| \| \| \| \| \| Gagigo 14’, 49’ Stjepanovic 60’, 65’ \| Marcatori \| \| |                   |               |         |                        |
|                                                                        |                   |               |         |                        |
| Gagigo 14’, 49’ Stjepanovic 60’, 65’                                   | Marcatori         |               |         |                        |

| Trois-Chenes 17 settembre 2022, ore 17:30 CEST 7ª giornata | Chênois   | 0 – 1 referto      | Vevey United | Stade des Trois-Chêne |
| \| \| \| \| \| \| Marcatori \| 58’ (rig.) Bunjaku \|       |           |                    |              |                       |
|                                                            |           |                    |              |                       |
|                                                            | Marcatori | 58’ (rig.) Bunjaku |              |                       |

| Trois-Chenes 24 settembre 2022, ore 17:30 CEST 8ª giornata                     | Chênois   | 2 – 2 referto            | Terre Sainte | Stade des Trois-Chêne |
| \| \| \| \| \| Barriviera 14’, 27’ \| Marcatori \| 72’ Paçarizi 86’ Moreira \| |           |                          |              |                       |
|                                                                                |           |                          |              |                       |
| Barriviera 14’, 27’                                                            | Marcatori | 72’ Paçarizi 86’ Moreira |              |                       |

| Saviése 1º ottobre 2022, ore 15:00 CEST 9ª giornata                                 | Sion II   | 5 – 0 referto | Chênois | Stade de Saint-Germain (102 spett.) |
| \| \| \| \| \| Zagré 7’ (rig.), 28’, 70’ Moulin 50’ Schröter 58’ \| Marcatori \| \| |           |               |         |                                     |
|                                                                                     |           |               |         |                                     |
| Zagré 7’ (rig.), 28’, 70’ Moulin 50’ Schröter 58’                                   | Marcatori |               |         |                                     |

| Trois-Chenes 19 ottobre 2022, ore 20:30 CEST 10ª giornata                       | La Sarraz-Eclépens | 2 – 1 referto  | Chênois | Stade des Trois-Chêne (150 spett.) |
| \| \| \| \| \| Ndiaye 57’ (rig.) Elefante 83’ \| Marcatori \| 32’ Barriviera \| |                    |                |         |                                    |
|                                                                                 |                    |                |         |                                    |
| Ndiaye 57’ (rig.) Elefante 83’                                                  | Marcatori          | 32’ Barriviera |         |                                    |

| Le Grand-Saconnex 15 ottobre 2022, ore 17:30 CEST 11ª giornata | Grand-Saconnex | 1 – 0 referto | Chênois | Stade du Blanché |
| \| \| \| \| \| Arifi 32’ \| Marcatori \| \|                    |                |               |         |                  |
|                                                                |                |               |         |                  |
| Arifi 32’                                                      | Marcatori      |               |         |                  |

| Trois-Chenes 29 ottobre 2022, ore 17:30 CEST 12ª giornata | Chênois   | 2 – 0 referto | Concordia Losanna | Stade des Trois-Chêne |
| \| \| \| \| \| Messin 41’, 48’ \| Marcatori \| \|         |           |               |                   |                       |
|                                                           |           |               |                   |                       |
| Messin 41’, 48’                                           | Marcatori |               |                   |                       |

| Monthey 5 novembre 2022, ore 17:00 CET 13ª giornata                                                       | Monthey   | 3 – 3 referto                     | Chênois | Stade Philippe-Pottier |
| \| \| \| \| \| Ambrosio 16’ Derivaz 17’ Oliveira 22’ \| Marcatori \| 14’ Messin 65’ Munishi 76’ Khelil \| |           |                                   |         |                        |
| |           |                                   |         |                        |
| Ambrosio 16’ Derivaz 17’ Oliveira 22’                                                                     | Marcatori | 14’ Messin 65’ Munishi 76’ Khelil |         |                        |

| Trois-Chenes 12 novembre 2022, ore 17:30 CET 14ª giornata       | Chênois   | 1 – 2 referto      | Coffrane | Stade des Trois-Chêne |
| \| \| \| \| \| Messin 54’ \| Marcatori \| 56’, 77’ Becirovic \| |           |                    |          |                       |
|                                                                 |           |                    |          |                       |
| Messin 54’                                                      | Marcatori | 56’, 77’ Becirovic |          |                       |

| Meyrin 19 novembre 2022, ore 17:00 CET 15ª giornata                           | Meyrin    | 1 – 2 referto           | Chênois | Stade des Arbères |
| \| \| \| \| \| Chentouf 11’ (rig.) \| Marcatori \| 22’ Messin 42’ Monteiro \| |           |                         |         |                   |
|                                                                               |           |                         |         |                   |
| Chentouf 11’ (rig.)                                                           | Marcatori | 22’ Messin 42’ Monteiro |         |                   |

#### ritorno
| Naters 27 novembre 2022, ore 14:30 CET 16ª giornata                   | Naters    | 2 – 1 referto | Chênois | Sportanlage Stapfen |
| \| \| \| \| \| Chihadeh 24’ Mujdzic 82’ \| Marcatori \| 89’ Messin \| |           |               |         |                     |
|                                                                       |           |               |         |                     |
| Chihadeh 24’ Mujdzic 82’                                              | Marcatori | 89’ Messin    |         |                     |

| Trois-Chenes 25 febbraio 2023, ore 17:00 CET 17ª giornata     | Chênois   | 1 – 1 referto | Servette U-21 | Stade des Trois-Chêne |
| \| \| \| \| \| Bilalli 6’ (rig.) \| Marcatori \| 60’ Weber \| |           |               |               |                       |
|                                                               |           |               |               |                       |
| Bilalli 6’ (rig.)                                             | Marcatori | 60’ Weber     |               |                       |

| Echallens 4 marzo 2023, ore 16:00 CET 18ª giornata        | Echallens | 0 – 2 referto           | Chênois | Stade des Trois Sapins |
| \| \| \| \| \| \| Marcatori \| 10’ Mukenge 22’ Munishi \| |           |                         |         |                        |
|                                                           |           |                         |         |                        |
|                                                           | Marcatori | 10’ Mukenge 22’ Munishi |         |                        |

| Trois-Chenes 11 marzo 2023, ore 17:30 CET 19ª giornata      | Chênois   | 2 – 0 referto | Portalban/Gletterens | Stade des Trois-Chêne |
| \| \| \| \| \| Barriviera 15’ Messin 65’ \| Marcatori \| \| |           |               |                      |                       |
|                                                             |           |               |                      |                       |
| Barriviera 15’ Messin 65’                                   | Marcatori |               |                      |                       |

| Martigny 18 marzo 2023, ore 17:30 CET 20ª giornata          | Martigny  | 0 – 2 referto             | Chênois | Stade d'Octodure (87 spett.) |
| \| \| \| \| \| \| Marcatori \| 77’ Barriviera 90’ Messin \| |           |                           |         |                              |
|                                                             |           |                           |         |                              |
|                                                             | Marcatori | 77’ Barriviera 90’ Messin |         |                              |

| Trois-Chenes 29 marzo 2023, ore 20:15 CEST 21ª giornata | Chênois | 0 – 0 referto | La Chaux-de-Fonds | Stade des Trois-Chêne |

| Vevey 1º aprile 2023, ore 17:30 CEST 22ª giornata | Vevey United | 1 – 0 referto | Chênois | Stade de Copet |
| \| \| \| \| \| Perracino 90’ \| Marcatori \| \|   |              |               |         |                |
|                                                   |              |               |         |                |
| Perracino 90’                                     | Marcatori    |               |         |                |

| Coppet 6 aprile 2023, ore 20:15 CEST 23ª giornata                    | Terre Sainte | 0 – 3 referto                      | Chênois | Centre Sportif des Rojalets |
| \| \| \| \| \| \| Marcatori \| 20’ Messin 83’, 88’ (rig.) Teicher \| |              |                                    |         |                             |
|                                                                      |              |                                    |         |                             |
|                                                                      | Marcatori    | 20’ Messin 83’, 88’ (rig.) Teicher |         |                             |

| Trois-Chenes 15 aprile 2023, ore 17:30 CEST 24ª giornata       | Chênois   | 0 – 3 referto                | Sion II | Stade des Trois-Chêne |
| \| \| \| \| \| \| Marcatori \| 57’ Schröter 72’, 84’ Karlen \| |           |                              |         |                       |
|                                                                |           |                              |         |                       |
|                                                                | Marcatori | 57’ Schröter 72’, 84’ Karlen |         |                       |

| Trois-Chenes 22 aprile 2023, ore 17:30 CEST 25ª giornata | Chênois   | 1 – 1 referto | La Sarraz-Eclépens | Stade des Trois-Chêne |
| \| \| \| \| \| Martins 48’ \| Marcatori \| 10’ Rose \|   |           |               |                    |                       |
|                                                          |           |               |                    |                       |
| Martins 48’                                              | Marcatori | 10’ Rose      |                    |                       |

| Trois-Chenes 29 aprile 2023, ore 17:30 CEST 26ª giornata                                         | Chênois   | 3 – 2 referto              | Grand-Saconnex | Stade des Trois-Chêne |
| \| \| \| \| \| Cotting 26’ Munishi 54’ Bilalli 64’ \| Marcatori \| 30’ Passi 59’ (rig.) Arifi \| |           |                            |                |                       |
|                                                                                                  |           |                            |                |                       |
| Cotting 26’ Munishi 54’ Bilalli 64’                                                              | Marcatori | 30’ Passi 59’ (rig.) Arifi |                |                       |

| 6 maggio 2023, ore 17:00 CEST 27ª giornata | Concordia Losanna | 5 – 1 | Chênois |  |

| 13 maggio 2023, ore 17:30 CEST 28ª giornata | Chênois | 3 – 4 | Monthey |  |

| 20 maggio 2023, ore 16:00 CEST 29ª giornata | Coffrane | 0 – 3 | Chênois |  |

| 27 maggio 2023, ore 16:00 CEST 30ª giornata | Chênois | 3 – 1 | Meyrin |  |

### Coppa Svizzera
| Arbitro: | Kanagasingam |

|             |           |                                     |
| Mukenge 68’ | Marcatori | 36’ Chouaref 94’ Sio 112’ Itaitinga |

## Statistiche

### Statistiche di squadra
| Competizione   | Punti | In casa | In casa | In casa | In casa | In casa | In casa | In trasferta | In trasferta | In trasferta | In trasferta | In trasferta | In trasferta | Totale | Totale | Totale | Totale | Totale | Totale | DR |
| Competizione   | Punti | G       | V       | N       | P       | Gf      | Gs      | G            | V            | N            | P            | Gf           | Gs           | G      | V      | N      | P      | Gf     | Gs     | DR |
| -------------- | ----- | ------- | ------- | ------- | ------- | ------- | ------- | ------------ | ------------ | ------------ | ------------ | ------------ | ------------ | ------ | ------ | ------ | ------ | ------ | ------ | -- |
| Prima Lega     | 42    | 15      | 6       | 5       | 4       | 24      | 18      | 15           | 6            | 1            | 8            | 24           | 31           | 30     | 12     | 6      | 12     | 48     | 49     | -1 |
| Coppa Svizzera | -     | 1       | 0       | 0       | 1       | 1       | 3       | 0            | 0            | 0            | 0            | 0            | 0            | 1      | 0      | 0      | 1      | 1      | 3      | -2 |
| Totale         | 42    | 16      | 6       | 5       | 5       | 25      | 21      | 15           | 6            | 1            | 8            | 24           | 31           | 31     | 12     | 6      | 13     | 49     | 52     | -3 |

### Andamento in campionato
| Giornata  | 1 | 2 | 3 | 4 | 5 | 6 | 7 | 8  | 9  | 10 | 11 | 12 | 13 | 14 | 15 | 16 | 17 | 18 | 19 | 20 | 21 | 22 | 23 | 24 | 25 | 26 | 27 | 28 | 29 | 30 |
| --------- | - | - | - | - | - | - | - | -- | -- | -- | -- | -- | -- | -- | -- | -- | -- | -- | -- | -- | -- | -- | -- | -- | -- | -- | -- | -- | -- | -- |
| Luogo     | C | T | C | T | C | T | C | C  | T  | T  | T  | C  | T  | C  | T  | T  | C  | T  | C  | T  | C  | T  | T  | C  | C  | C  | T  | C  | T  | C  |
| Risultato | V | P | N | V | V | P | P | N  | P  | P  | P  | V  | N  | P  | V  | P  | N  | V  | V  | V  | N  | P  | V  | P  | N  | V  | P  | P  | V  | V  |
| Posizione | 7 | 9 | 9 | 7 | 6 | 8 | 9 | 10 | 11 | 12 | 12 | 10 | 11 | 11 | 11 | 11 | 11 | 9  | 8  | 8  | 8  | 8  | 8  | 8  | 8  | 8  | 8  | 8  | 7  | 7  |

Legenda:

Luogo: C = Casa; T = Trasferta. Risultato: V = Vittoria; N = Pareggio; P = Sconfitta.